# Søren Steen Andersen
 Der er flere personer med dette navn, se Søren Andersen.
Søren Steen Andersen (født 11. august 1971) er en dansk politiker. Han er fra 1. januar 2014 borgmester i Assens Kommune, valgt for Venstre. Han blev genvalgt som borgmester ved kommunalvalget i 2017 og  kommunalvalget i 2021. Han er uddannet elektriker.